# Lycosa phipsoni
Lycosa phipsoni är en spindelart som beskrevs av Pocock 1899. Lycosa phipsoni ingår i släktet Lycosa och familjen vargspindlar. Utöver nominatformen finns också underarten L. p. leucophora.